# هارون جونز (لاعب كرة قدم)
هارون جونز (بالإنجليزية: Aaron Jones)‏ هو لاعب كرة قدم بريطاني في مركز الدفاع، ولد في 12 مارس 1994 في يرموث الكبرى ‏ في المملكة المتحدة. لعب مع Clemson Tigers men's soccer ‏.

## وصلات خارجية
- أرون جونز على موقع الدوري الأمريكي (الإنجليزية)
- أرون جونز على موقع قاعدة بيانات كرة القدم.إي يو (الإنجليزية)